# Bulbolmotega sumatrensis
Bulbolmotega sumatrensis là một loài bọ cánh cứng trong họ Cerambycidae.